# Xvivo Perfusion
Xvivo Perfusion AB, av företaget skrivet XVIVO Perfusion AB, är ett svenskt börsnoterat medicintekniskt företag, som utvecklar metoder för att hålla organ i gott skick utanför kroppen i samband med transplantationer.
Xvivo Perfusion grundades som Xvivo Transplantation Systems AB 1998 av läkaren Magnus Nilsson, som i samarbete med thoraxkirurgen Stig Steen utvecklade teknik för lungtransplantationer. Detta slogs 1999 samman med Scandinavian IVF Science AB  till Vitrolife. Det organiserades 2009 som ett dotterföretag, som delades ut till aktieägarna 2012 och börsnoterades på First North-listan.
Det kasseras ca 80% av de donerade lungorna på grund av att det inte finns en tillräckligt säker metod att utvärdera om organen är i god kondition på ett tillräckligt snabbt sätt. Standardmetoden, att kyla ner och preservera lungorna med Xvivo Perfusions produkter PERFADEX och PERFADEX Plus förebygger ödembildning och post-ischemisk skada. Lungorna kan med hjälp av PERFADEX och PERFADEX Plus förvaras och transporteras från A till B. Den höga kassation av organ är ett problem, därav togs det fram en ny teknik tillsammans med Professor Stig Steen för att evaluera lungor utanför kroppen, så kallat EVLP (Ex-vivo Lung Perfusion) med varm perfusion tillsammans med en perfusionslösning som heter STEEN Solution. Den första EVLP:n på människa gjordes i av Professor Stig Steen på Lund Universitetssjukhus i slutet av 1990-talet och publicerades i tidskriften Lancet 2001 . Genombrottet och etableringen av metoden Ex-vivo Ling Perfusion kom först 2007 när både Storbritannien och Kanada (Toronto) gjorde sina första humana EVLP med efterföljande transplantationer.
Under uppkomsten av EVLP så togs det fram flera olika protokoll för hur man skulle hantera en lunga som genomgår en varm perfusion och evaluering/kontroll utanför kroppen, två kända protokoll är Lund Method och Toronto Method. Med EVLP metoden kan man idag kontrollera och utvärdera lungor och transplantera lungor som i annat fall skulle bli bortselekterade. I samband med dessa metoder togs det fram olika tekniker, både manuella och maskinella för att hantera de olika protokollen för EVLP, Xvivo LS (Lung System) samt Xvivo XPS (Xvivo Perfusion System).
2011 startades NOVEL-studien i USA där det initialt var 6 lungtransplantationscenter inkluderade, därefter expanderade den till 17 center i början av 2014. Studien avsåg att evaluera säkerhet och effektiviteten av EVLP som metod för att på ett säkert och effektivt sett bedöma om de donerade lungorna som tidigare blivit bortselekterade på grund av att kvaliteten på lungorna har varit ifrågasatt eller svårbedömd.År 2019 blev XPS tillsammans med STEEN Solution PMA godkänd av FDA i USA.
Under år 2020 tillträdde en ny VD, Dag Andersson (tidigare VD på Diaverum). Samma år startades en multi-center studie NIHP2019 för att undersöka om hjärtpreservationstekniken som utvecklats av Prof. Stig Steen kan förbättra resultaten efter hjärttransplantation. Företaget rapporterade i december samma år att den första patienten hade blivit inkluderad. 2020 gjorde Xvivo Perfusion ett förvärv av det holländska bolaget Organ Assist som tillverkar maskiner för evaluering och perfundering av lever, njure, lunga och donator.